# Alessandra Leão
Alessandra Leão é uma cantora, compositora, percussionista e produtora de música popular brasileira. Em 2019, seu álbum Macumbas e Catimbós foi indicado ao Grammy Latino de Melhor Álbum de Música de Raízes em Língua Portuguesa e foi também eleito um dos 25 melhores álbuns brasileiros do primeiro semestre de 2019 pela Associação Paulista de Críticos de Arte.

## Discografia
- Brinquedo de Tambor (2006)
- Folia de Santo (2007)
- Dois Cordões (2009)
- Guerreiras (2010)
- Macumbas e Catimbós (2019)